# العلاقات الأنغولية العمانية
العلاقات الأنغولية العمانية هي العلاقات الثنائية التي تجمع بين أنغولا وسلطنة عمان.

## مقارنة بين البلدين
هذه مقارنة عامة ومرجعية للدولتين:
| وجه المقارنة                                              | أنغولا           | سلطنة عمان    |
| --------------------------------------------------------- | ---------------- | ------------- |
| المساحة (كم2)                                             | 1.25 مليون       | 309.50 ألف    |
| عدد السكان (نسمة)                                         | 29.78 مليون      | 4.64 مليون    |
| الكثافة السكانية (ن./كم²)                                 | 23.82            | 14.99         |
| العاصمة                                                   | لواندا           | مسقط          |
| اللغة الرسمية                                             | اللغة البرتغالية | اللغة العربية |
| العملة                                                    | كوانزا أنغولي    | ريال عماني    |
| الناتج المحلي الإجمالي (بليون دولار)                      | 124.21 مليار     | 72.64 مليار   |
| الناتج المحلي الإجمالي (تعادل القوة الشرائية) بليون دولار | 184.83 مليار     | 179.49 مليار  |
| الناتج المحلي الإجمالي الاسمي للفرد دولار أمريكي          | 4.10 ألف         | 15.55 ألف     |
| الناتج المحلي الإجمالي للفرد دولار أمريكي                 |                  | 38.63 ألف     |
| مؤشر التنمية البشرية                                      | 0.533            | 0.793         |
| رمز المكالمات الدولي                                      | +244             | +968          |
| رمز الإنترنت                                              | .ao              | عمان          |
| المنطقة الزمنية                                           | ت ع م+01:00      | ت ع م+04:00   |

## منظمات دولية مشتركة
يشترك البلدان في عضوية مجموعة من المنظمات الدولية، منها:
| علم المنظمة | اسم المنظمة                        | تاريخ انضمام أنغولا | تاريخ انضمام سلطنة عمان |
| ----------- | ---------------------------------- | ------------------- | ----------------------- |
|             | منظمة الشرطة الجنائية الدولية      | ?                   | ?                       |
|             | منظمة التجارة العالمية             | ?                   | 2000                    |
|             | منظمة حظر الأسلحة الكيميائية       | ?                   | ?                       |
|             | مؤسسة التمويل الدولية              | 19 سبتمبر 1989      | 1973                    |
|             | يونسكو                             | 11 مارس 1977        | 10 فبراير 1972          |
|             | البنك الدولي للإنشاء والتعمير      | 19 سبتمبر 1989      | 1971                    |
|             | مؤسسة التنمية الدولية              | 19 سبتمبر 1989      | 1973                    |
|             | الأمم المتحدة                      | 1 ديسمبر 1976       | 7 أكتوبر 1971           |
|             | وكالة ضمان الاستثمار متعدد الأطراف | 19 سبتمبر 1989      | 1989                    |
|             | الاتحاد الدولي للاتصالات           | 13 أكتوبر 1976      | 28 أبريل 1972           |
|             | الاتحاد البريدي العالمي            | ?                   | ?                       |

## وصلات خارجية
- موقع وزارة الخارجية الأنغولية
- موقع وزارة الخارجية العمانية